# Anion hydrure
L'anion hydrure (hydride en anglais) ou anion hydrogène désigne  l'ion négatif de l'hydrogène, noté H− et consiste donc en l'ensemble d'un noyau atomique d'hydrogène (hydron) et de deux électrons. 1H− est l'anion proture, 2H− est l'anion deutérure et 3H− est l'anion tritiure.

## Chimie
Il forme de nombreux sels en particulier avec les métaux les plus électropositifs et aussi différents réactifs comme NaBH4 ou LiAlH4 qui se servent de réducteurs en chimie organique.

## Astronomie
L'anion hydrure est un constituant de l'atmosphère du Soleil et probablement des étoiles de type tardif. Bien que peu abondant par rapport à l'hydrogène ionisé H+, c'est le principal contributeur à l'opacité de la photosphère dans le domaine visible.
L'ion hydrure est aussi présent dans le milieu interstellaire et est un absorbeur important de photons entre 0,5 et 4,0 eV. Il absorbe donc des rayonnements électromagnétiques inclus dans le domaine infrarouge et le domaine visible. Il est également présent sur Terre, dans l'ionosphère.